# Paško Viđak
Paško Viđak (Split, 1939. – ?, 2023.) bio je hrvatski sportski djelatnik i bivši nogometni vratar. 
Počeo je igrati 1954. kao junior Hajduka i nastavio kao vratar RNK Split, a ubilježio je sa Splitom i jedan nastup u prvoj saveznoj ligi. Od 1970. uključen je u radu Nogometnog saveza općine Split. Odmah je zapaženo njegovo angažiranje na značajnim projektima u razvoju nogometnog sporta, posebno mladeži. Postaje predsjednik Nogometnog saveza općine Split, član Izvršnog odbora Hrvatskog nogometnog saveza, a od 1988. do 1990. i njegov predsjednik. Bio je i član uprave HNK Hajduk i direktor RNK Split. Odlično organizirana instruktorska služba, organizirani ljetni i zimski kampovi za mlađe uzrasne kategorije, kao i za trenere i suce proširujući sustav natjecanja mladih i svekolika skrb za razvoj nogometa omogućili su mu da i u trećem mandatu ostane predsjednik Nogometnog saveza županije Splitsko-dalmatinske.
Dobitnik je najviše nagrade Hrvatskog nogometnog saveza, Trofej podmlatka, 2008. godine.
Statistika u Hajduku
| Natjecanje        | Nastupi | Zgoditci |
| ----------------- | ------- | -------- |
| Prvenstvo         | 0       | 0        |
| Kup               | 0       | 0        |
| Superkup          | 0       | 0        |
| Međunarodne       | 0       | 0        |
| Splitski podsavez | 0       | 0        |
| Ukupno            | 0       | 0        |
| Prijateljske      | 1       | 0        |
| Sveukupno         | 1       | 0        |